# Linie de plutire

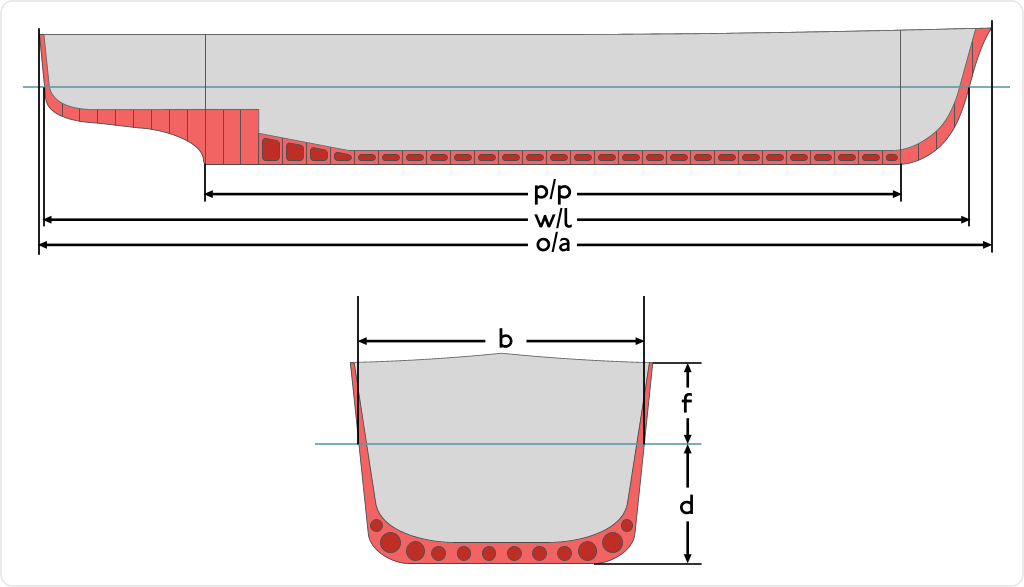
Linia albastră marchează linia de plutire. Sub ea (d) este opera vie a carenei navei, mai precis partea imersă, care determină și pescajul. Deasupra ei (f) este opera moartă a carenei navei

Prin linie de plutire (sau linie de apă) se înțelege conturul suprafeței de plutire a navei. Este linia de contact a suprafeței apei cu bordajul exterior, indiferent de asieta sau înclinarea laterală a navei. În limbajul curent termenul „linie de plutire" este utilizat și cu sensul de „suprafață de plutire" sau „plutire". 
Liniile de încărcare sunt linii de plutire ale navei pe chilă dreaptă, determinate conform regulilor bordului liber și marcate pe bordajul exterior al navei. Cele două linii de plutire extreme sunt:
- linia de plutire a navei goale
- linia de plutire la încărcare maximă (plutire de plină încărcare).